# Olympische Winterspiele 2022/Teilnehmer (Rumänien)
| Gelbes Symbol für Goldmedaillen mit stilisierten Olympischen Ringen | Graues Symbol für Silbermedaillen mit stilisierten Olympischen Ringen | Braundes Symbol für Bronzemedaillen mit stilisierten Olympischen Ringen |
| ------------------------------------------------------------------- | --------------------------------------------------------------------- | ----------------------------------------------------------------------- |
| —                                                                   | —                                                                     | —                                                                       |

Rumänien nahm an den Olympischen Winterspielen 2022 in Peking mit 21 Athleten, davon 13 Männer und 8 Frauen, in sieben Sportarten teil. Es war die 22. Teilnahme des Landes an Olympischen Winterspielen.

## Teilnehmer nach Sportarten

### Biathlon
| Athleten         | Wettbewerbe   | Zeit        | Fehler      | Rang |
| ---------------- | ------------- | ----------- | ----------- | ---- |
| Frauen           |               |             |             |      |
| Natalja Uschkina | 7,5 km Sprint | 24:14,3 min | 2 (1+1)     | 71   |
| Natalja Uschkina | 15 km Einzel  | 51:04,1 min | 2 (0+1+1+0) | 56   |
| Männer           |               |             |             |      |
| George Colțea    | 10 km Sprint  | 27:54,7 min | 2 (1+1)     | 89   |
| George Colțea    | 20 km Einzel  | 1:01:55,5 h | 8 (1+4+0+3) | 89   |

### Bob
| Athleten                                                      | Wettbewerb | Lauf 1      | Lauf 1 | Lauf 2      | Lauf 2 | Lauf 3      | Lauf 3 | Lauf 4      | Lauf 4 | Gesamt      | Gesamt |
| Athleten                                                      | Wettbewerb | Zeit        | Rang   | Zeit        | Rang   | Zeit        | Rang   | Zeit        | Rang   | Zeit        | Rang   |
| ------------------------------------------------------------- | ---------- | ----------- | ------ | ----------- | ------ | ----------- | ------ | ----------- | ------ | ----------- | ------ |
| Frauen                                                        |            |             |        |             |        |             |        |             |        |             |        |
| Andreea Grecu                                                 | Monobob    | 1:05,56 min | 11     | 1:05,71 min | 8      | 1:06,46 min | 15     | 1:06,26 min | 10     | 4:23,99 min | 12     |
| Andreea Grecu Katharina Wick                                  | Zweierbob  | 1:01,82 min | 9      | 1:02,47 min | 20     | 1:02,25 min | 16     | 1:02,44 min | 18     | 4:08,98 min | 18     |
| Männer                                                        |            |             |        |             |        |             |        |             |        |             |        |
| Mihai Țentea Nicolae Ciprian Daroczi                          | Zweierbob  | 59,83 s     | 12     | 1:00,46 min | 22     | 1:00,19 min | 15     | 1:00,28 min | 16     | 4:00,76 min | 16     |
| Mihai Țentea Nicolae Ciprian Daroczi Raul Dobre Cristian Radu | Viererbob  | 58,87 s     | 10     | 59,55 s     | 13     | 59,30 s     | 14     | 59,93 s     | 18     | 3:57,65 min | 13     |

### Eisschnelllauf
| Athleten      | Wettbewerbe | Zeit        | Rang |
| ------------- | ----------- | ----------- | ---- |
| Frauen        |             |             |      |
| Mihaela Hogaș | 500 m       | 39,45 s     | 29   |
| Mihaela Hogaș | 1000 m      | 1:19,33 min | 29   |

### Rennrodeln
| Athlet                                                           | Wettbewerb   | Lauf 1       | Lauf 1 | Lauf 2       | Lauf 2 | Lauf 3       | Lauf 3 | Lauf 4        | Lauf 4        | Gesamt        | Gesamt        |
| Athlet                                                           | Wettbewerb   | Zeit         | Rang   | Zeit         | Rang   | Zeit         | Rang   | Zeit          | Rang          | Zeit          | Rang          |
| ---------------------------------------------------------------- | ------------ | ------------ | ------ | ------------ | ------ | ------------ | ------ | ------------- | ------------- | ------------- | ------------- |
| Frauen                                                           |              |              |        |              |        |              |        |               |               |               |               |
| Raluca Strămăturaru                                              | Einsitzer    | 1:01,357 min | 31     | 1:00,305 min | 27     | DNF          | DNF    | ausgeschieden | ausgeschieden | ausgeschieden | ausgeschieden |
| Männer                                                           |              |              |        |              |        |              |        |               |               |               |               |
| Valentin Crețu                                                   | Einsitzer    | 58,349 s     | 20     | 58,362 s     | 15     | 1:02,233 min | 34     | ausgeschieden | ausgeschieden | 2:58,934 min  | 29            |
| Marian Gîtlan Darius Șerban                                      | Doppelsitzer | 59,694 s     | 13     | 1:00,243 min | 16     | —            | —      | —             | —             | 1:59,937 min  | 14            |
| Mixed                                                            |              |              |        |              |        |              |        |               |               |               |               |
| Raluca Strămăturaru Valentin Crețu Marian Gîtlan / Darius Șerban | Teamstaffel  | 3:07,692 min | 9      | —            | —      | —            | —      | —             | —             | 3:07,692 min  | 9             |

### Ski Alpin
| Athleten                    | Wettbewerbe  | 1. Lauf     | 1. Lauf | 2. Lauf       | 2. Lauf       | Gesamt        | Gesamt        |
| Athleten                    | Wettbewerbe  | Zeit        | Rang    | Zeit          | Rang          | Zeit          | Rang          |
| --------------------------- | ------------ | ----------- | ------- | ------------- | ------------- | ------------- | ------------- |
| Frauen                      |              |             |         |               |               |               |               |
| Maria Constantin            | Riesenslalom | 1:08,25 min | 50      | 1:10,25 min   | 45            | 2:18,50 min   | 45            |
| Maria Constantin            | Slalom       | DNF         | DNF     | ausgeschieden | ausgeschieden | ausgeschieden | ausgeschieden |
| Männer                      |              |             |         |               |               |               |               |
| Alexandru Ștefan Ștefănescu | Riesenslalom | 1:14,20 min | 38      | 1:19,01 min   | 33            | 2:33,21 min   | 32            |
| Alexandru Ștefan Ștefănescu | Slalom       | 1:01,72 min | 39      | 58,70 s       | 35            | 2:00,42 min   | 35            |

### Skilanglauf
| Athleten               | Wettbewerbe     | Zeit        | Rang |
| ---------------------- | --------------- | ----------- | ---- |
| Frauen                 |                 |             |      |
| Tímea Lőrincz          | 10 km Klassisch | 37:15,3 min | 86   |
| Männer                 |                 |             |      |
| Paul Constantin Pepene | 15 km Klassisch | 40:52,7 min | 30   |
| Paul Constantin Pepene | 30 km Skiathlon | 1:22:41,4 h | 28   |
| Raul Mihai Popa        | 15 km Klassisch | 43:25,3 min | 64   |

| Athleten                               | Wettbewerbe | Qualifikation | Qualifikation | Viertelfinale | Viertelfinale | Halbfinale    | Halbfinale    | Finale        | Finale        | Rang |
| Athleten                               | Wettbewerbe | Zeit          | Rang          | Zeit          | Rang          | Zeit          | Rang          | Zeit          | Rang          | Rang |
| -------------------------------------- | ----------- | ------------- | ------------- | ------------- | ------------- | ------------- | ------------- | ------------- | ------------- | ---- |
| Frauen                                 |             |               |               |               |               |               |               |               |               |      |
| Tímea Lőrincz                          | Sprint      | 3:55,15 min   | 78            | ausgeschieden | ausgeschieden | ausgeschieden | ausgeschieden | ausgeschieden | ausgeschieden | 78   |
| Männer                                 |             |               |               |               |               |               |               |               |               |      |
| Raul Mihai Popa                        | Sprint      | 2:59,85 min   | 47            | ausgeschieden | ausgeschieden | ausgeschieden | ausgeschieden | ausgeschieden | ausgeschieden | 47   |
| Paul Constantin Pepene Raul Mihai Popa | Team-Sprint | —             | —             | —             | —             | 21:03,35 min  | 9             | ausgeschieden | ausgeschieden | 18   |

### Skispringen
| Athleten           | Wettbewerb    | Qualifikation | Qualifikation | Qualifikation | 1. Durchgang  | 1. Durchgang  | 1. Durchgang  | 2. Durchgang  | 2. Durchgang  | 2. Durchgang  | Gesamt        | Gesamt |
| Athleten           | Wettbewerb    | Weite         | Punkte        | Rang          | Weite         | Punkte        | Rang          | Weite         | Punkte        | Rang          | Punkte        | Rang   |
| ------------------ | ------------- | ------------- | ------------- | ------------- | ------------- | ------------- | ------------- | ------------- | ------------- | ------------- | ------------- | ------ |
| Frauen             |               |               |               |               |               |               |               |               |               |               |               |        |
| Daniela Haralambie | Normalschanze | —             | —             | —             | 88,5 m        | 83,0          | 19            | 79,5 m        | 73,2          | 25            | 156,2         | 25     |
| Männer             |               |               |               |               |               |               |               |               |               |               |               |        |
| Andrei Feldorean   | Normalschanze | 76,5 m        | 55,0          | 45            | 82,0 m        | 84,3          | 50            | ausgeschieden | ausgeschieden | ausgeschieden | 84,3          | 50     |
| Andrei Feldorean   | Großschanze   | 104,5 m       | 69,0          | 52            | ausgeschieden | ausgeschieden | ausgeschieden | ausgeschieden | ausgeschieden | ausgeschieden | ausgeschieden | 52     |
| Daniel Cacina      | Normalschanze | 83,5 m        | 70,9          | 40            | 89,5 m        | 95,8          | 48            | ausgeschieden | ausgeschieden | ausgeschieden | 95,8          | 48     |
| Daniel Cacina      | Großschanze   | 114,0 m       | 88,8          | 44            | 119,0 m       | 97,8          | 46            | ausgeschieden | ausgeschieden | ausgeschieden | 97,8          | 46     |